# Marine Heavy Gunner: Vietnam
Marine Heavy Gunner: Vietnam is een computerspel geproduceerd in 2004 voor Microsoft Windows. Dit spel is gemaakt door Brianbox Games en Groove en speelt met de Unreal Engine 2.0.

## Verhaal
Marine Heavy Gunner: Vietnam speelt zich af in Vietnam. Het verhaal gaat over een personage genaamd Grant. Hij zit al sinds 1966 in Vietnam en heeft geen zin om terug te gaan. Hij krijgt de opdracht om met zijn peloton soldaten te bevrijden uit een krijgsgevangenekamp zo'n 12 kilometer van de Perfume-rivier. Dit kamp behoort tot een groep Vietcong-strijders genaamd de 'Black Skulls', met hun leider kolonel Trung. Het verhaal schakelt dan over naar de eerste missie waarin de speler de Vietcong en de NVA moet beschieten met een M60 vanaf een UH-1 Iroquois (Huey). Nadat de helikopter door een RPG-7 is neergeschoten, moet Grant zijn peloton beschermen met een M60 tegen oprukkende Vietcong troepen om vervolgens een oude Franse bunker in te nemen om een goede houvast voor het oprukkende Amerikaanse leger te verzorgen. Na het gebruik van verschillende voertuigen zoals een pantserinfanterievoertuig en een boot, komt Grant uiteindelijk aan bij het gevangenkamp en bevecht hij de kolonel. In plaats van hem te doden, neemt Grant de kolonel mee naar Amerika om hem te laten arresteren.

## Missies
Het spel bestaat uit 10 verschillende missies. De eerste was al genoemd; de helikoptervlucht.
- De tweede missie is het aanvallen van een klein dorpje om blauwdrukken van een oude Franse bunker te verkrijgen.
- De derde missie is daadwerkelijk het aanvallen van de bunker.
- De vierde missie is de kelder van bunker bevrijden van overgebleven Vietcong-strijders.
- De vijfde missie is om de bunker te beschermen tegen oprukkende Vietcong troepen.
- De zesde missie is eigenlijk alleen maar lopen tot een punt dat 'claw rock' genoemd wordt.
- De zevende missie is het beschieten van Vietcong-troepen op een boot met twee M2 Browning-machinegeweren.
- De achtste missie is het binnenvallen van het kamp en je soldaten bevrijden.
- De negende missie bestaat uit het beschermen van de APC met de gewonde soldaten met een M2 naar de plek waar je geëvacueerd zou moeten worden.
- De laatste missie is eigenlijk de enige missie waar je alleen bent omdat het personage nog Trung moest grijpen. Je gaat terug naar het kamp, ruimt de overblijfselen van de Black Skulls op, verkent een groot tunnelcomplex en confronteert uiteindelijk kolonel Trung.

## Benodigdheden
In het spel is het personage nooit alleen. Het peloton bestaande uit 1 à 3 gewone soldaten, een hospik, een sergeant en een munitiebrenger. Het personage begint met een medium weapon, een light weapon, en 4 granaten. Het medium weapon is een M16A1 met 20 kogels, het light weapon is een M1911 pistool en 4 M67 granaten. Een heavy weapon vindt het personage later in het spel, dit is de M60.
Natuurlijk zijn er nog meer wapens, een overzicht:
| Light weapons              | Medium weapons       | Heavy weapons | Granaten |
| -------------------------- | -------------------- | ------------- | -------- |
| M1911                      | M16A1                | M60           | M67      |
| Marakov                    | AK-47                | PKM           |          |
| Flashlight (zaklamp)+M1911 | Tokarev SVT-40 (SKS) | DP            |          |
|                            | Shotgun              |               |          |
|                            | Blooper (M79)        |               |          |

Wapens kunnen gewisseld worden door gewone soldaten of door de sergeant. De soldaten hebben verschillende wapens dus een keuze is er altijd.

## Kritiek
Marine Heavy Gunner: Vietnam heeft veel kritiek gehad wegens de flauwe effecten, (explosies enz.) gepraat, lopen, reacties en de tegenstanders. Mede hierdoor is Marine Heavy Gunner: Vietnam het enige Marine Heavy Gunner in de serie gebleven; commerciël gezien was het een mislukking.